# Аркан, Дени
Дени́ Арка́н (фр. Denys Arcand, род. 25 июня 1941, дер. Дешамбо, Квебек, Канада) — франко-канадский режиссёр документального и игрового кино, сценарист, актёр и кинопродюсер. Лауреат премии «Оскар» в номинации «Лучший фильм на иностранном языке» (2004) за кинокартину «Нашествие варваров». Лауреат премии ФИПРЕССИ (1986), обладатель приза жюри (1989) и приза за лучший сценарий (2003) Международного Каннского кинофестиваля. Лауреат премии Европейской киноакадемии за лучший неевропейский фильм (2003). Лауреат премий «Сезар» за лучший фильм, лучшую режиссуру и лучший оригинальный или адаптированный сценарий (2004).
Член Королевской канадской академии искусств. Внесён в список великих монреальцев (1990). Именная звезда установлена на Аллее славы Канады (2004).

## Биография

### Детство и юность
Жорж Анри Дени Аркан родился 25 июня 1941 года. Местом его рождения считается деревня Дешамбо (с 2002 года ― Дешамбо-Грондин) в графстве Порнёф провинции Квебек (Канада), но родился он в Квебеке в роддоме больницы Святого Причастия. Его отец, Горацио Аркан, был лоцманом, затем капитаном судна на реке Святого Лаврентия. Мать, Колетт Буйе, вела домашнее хозяйство и занималась воспитанием детей. У Дени Аркана был младший брат Бернар (1945―2009), ставший впоследствии известным антропологом, есть младший брат Габриель, известный канадский комик и киноактёр, и сестра Сьюзан.
В пятилетнем возрасте Дени начал учёбу в частной школе серых сестёр в Дешамбо. Благодаря хорошему дошкольному образованию он завершил шестилетнее обучение за пять лет. С 1951 по 1960 год учился в иезуитском колледже святой Марии в Монреале. Затем поступил на филологический факультет Монреальского университета, где увлёкся кинематографом. Во время учёбы совместно с Дени Эру и Стефаном Венном он снял свой первый профессиональный фильм «Один или с другими», который демонстрировался на неделе критики Каннского кинофестиваля. Получив в 1962 году степень бакалавра по истории и литературе, Дени Аркан начал работать в качестве режиссёра и сценариста в Национальном совете по кинематографии Канады (ONF).

## Творчество
Дени Аркан — представитель постмодернизма в киноискусстве. Для его творчества характерна неопределённость: Аркан часто поднимает вопросы, ответы на которые должен найти сам зритель. Не будучи по натуре бунтарём, режиссёр имеет свой особый взгляд на события и явления, зачастую отличный от мейнстрима, иногда не вполне объективный, часто провокационный. Придерживаясь левых убеждений и одновременно сочувствуя квебекским националистам, Дени Аркан в то же время избегает крайних точек зрения. Как заявил сам режиссёр, «я иду в потоке тех, кто ищет третий путь». Его философия ― совместное существование противоречий. На протяжении многих лет Дени Аркан подвергается нападкам моралистов, националистов и феминисток. Но режиссёр мало восприимчив к критике, так как, по его собственному заявлению, он снимает фильмы для себя. Уже в зрелом возрасте Аркан дал критическую оценку своим ранним документальным работам, заявив: «Я не очень хороший режиссёр-документалист, потому что склонен влиять на реальность, чтобы отразить свою личную точку зрения. Но я утверждаю, что все режиссёры такие».

### Начало карьеры
Кинематографом Дени Аркан увлёкся ещё в раннем детстве, но исключительно как зритель. Кинотеатр в Дешамбо находился в трёх километрах от дома семьи Аркан, но посещать его Дени приходилось тайно. Его родители, ревностные католики, считали кино безнравственным развлечением для бедных. Они предпочитали классическое искусство ― оперу и театр, и смогли привить любовь к нему своим детям. Большое влияние на музыкальные пристрастия Дени Аркана оказал друг семьи известный франко-канадский оперный певец Рауль Жобен. Поэтому классическую музыку можно услышать практически во всех работах Дени Аркана.
До того, как начать профессионально снимать кино, Дени Аркан не планировал стать кинорежиссёром. Его приход в киноиндустрию был во многом случайным, результатом стечения обстоятельств. Его кинематографический дебют (любительский фильм к «Востоку от Итона») состоялся лишь потому, что у отца его друга, Стефана Венна, была любительская кинокамера. Двадцатиминутный чёрно-белый фильм, снятый на 16-мм киноплёнку, к удивлению подростков был хорошо принят кинематографическим сообществом и даже демонстрировался на неделе любительских фильмов в Париже. Несмотря на относительный успех, Дени Аркан продолжал отдавать предпочтение театру. Во время учёбы в Монреальском университете он состоял в студенческой театральной труппе, занимавшейся импровизацией. Сорежиссёром первого профессионального фильма («Один или с другими») он стал благодаря настойчивым просьбам сокурсника Дени Эру. Чёрно-белый 64-минутный фильм был снят в стенах Монреальского университета на средства Генеральной ассоциации студентов вуза. Фильм нельзя назвать ни стопроцентно художественным, ни стопроцентно документальным. Канадская энциклопедия кино определяет его как постановочно-документальный. Сюжет фильма тривиален, но он был снят в передовой для своего времени технике «прямого кино», а также стал первым независимым полнометражным фильмом Квебека, оказавшим большое влияние на развитие франко-канадского кинематографа 1960-х годов. Картина демонстрировалась на неделе критики Каннского международного кинофестиваля и в программе Международного кинофестиваля в Локарно в 1963 году.
Окончив в 1962 году Монреальский университет и получив степень бакалавра по истории, Дени Аркан безуспешно пытался найти работу по специальности на «Радио Канада» и в некоторых периодических изданиях. В Национальном совете по кинематографии Канады (фр. ONF, англ. NFB), куда Аркан обратился с целью трудоустройства, вчерашнему студенту, не имевшему кинематографического образования, с большой долей вероятности также бы отказали. Но именно в это время ONF получил от федерального правительства заказ на съёмку серии документальных фильмов к 100-летию Канадской конфедерации. Штатных историков в ONF не было, и директор по производству Жан Дансеро предложил Дени Аркану контракт сценариста. Позднее он же предложил Аркану снять фильм по собственному сценарию.

### Сотрудничество с Национальным советом по кинематографии
Первый же фильм Дени Аркана, снятый для ONF, продемонстрировал независимость его мышления. Объектом интереса режиссёра стал национальный символ франкоязычной Канады, королевский географ и основатель города Квебека Самюэль де Шамплен. С помощью специально смонтированного видеоряда Аркан задаёт ряд неудобных вопросов, ставя под сомнение исследовательскую, культурно-просветительскую и миссионерскую цели миссии Шамплена и намекая на её колониалистскую сущность. Особо сильное впечатление производит закадровый текст с пафосными цитатами из дневников Шамплена, наложенный на кадры разрухи и запустения. Ещё одним ударом по репутации губернатора Новой Франции стало его публичное обвинение в педофилии. В фильме «Шамплен» Дени Аркан также касается темы квебекского национализма. Он считает канадских франкофонов народом покорённым. В результе «завоевания» Новой Франции англо-саксами франкоязычное население Канады стало утрачивать свою национальную идентичность, культуру и язык, а социальное устройство бывшей французской колонии в Америке было разрушено. В этом Дени Аркан видит истоки квебекского национализма.
Ревизионистский взгляд Дени Аркана на прошлое вызвал противодействие со стороны исторических консультантов фильма Мориса Кэрелесса и Гюстава Ланкто. Под их давлением режиссёру пришлось смягчить некоторые моменты фильма. Но несмотря на это, руководство ONF признало фильм «Шамплен» непригодным для демонстрации в школах и ко Дню Канады, а один из депутатов Палаты общин и член «Общества Шаплена» потребовал от ONF уволить режиссёра. В результате на основе отснятых материалов Режаном Шарпантье был смонтирован фильм «Квебек 1603», где был сделан упор на географические открытия де Шамплена. За этот фильм Дени Аркан получил в 1965 году свою первую кинематографическую награду Canadian Film Award в номинации «Лучший фильм для детей». Не менее жёстко режиссёр высказался и о другом национальном герое Квебека Адаме Долларде де Ормо в фильме «Монреальцы». Таким образом, по выражению Пьера Веронно, уже в 1963―1964 годах Дени Аркан «перевернул культурные представления своего времени с ног на голову, не предложив, однако, никакой альтернативы».
В 1967 году, после «Атлантических парков», Дени Аркан покинул ONF и начал работать в «Ассоциации кинематографистов», учреждённой им совместно с Жилем Грульксом, Мишелем Бро, Жаном Дансеро и Бернаром Госселином. Около года он занимался рекламно-информационными проектами для павильона Квебека на Всемирной выставке в Монреале. После её завершения компания новых заказов не получила. В 1968 году Дени Аркан снял лишь несколько рекламных роликов для Кока-колы, а в 1969 году и вовсе остался без работы. Причиной тому стали его нелицеприятные высказывания в эфире «Радио Канада» в адрес премьер-министра Пьера Трюдо, в одном из публичных выступлений назвавшего квебекцев «людьми, говорящими на дерьмовом французском языке». После этого Аркан вынужден был уехать в Дешамбо, где ждал, пока скандал не уляжется.
В конце 1969 года в Квебеке разразился социальный конфликт, связанный с закрытием корпорацией «Доминион Текстиль» фабрики в Коатикуке. Дени Аркан заинтересовался темой и обратился в ONF с предложением снять фильм о ситуации в текстильной промышленности. Его вновь наняли на работу, но уже в качестве фрилансера. Хотя компания «Доминион Текстиль» не чинила препятствий кинематографистам, а её генеральный директор Эдвард Кинг дал режиссёру развёрнутое интервью, Дени Аркан встал исключительно на сторону работников и профсоюза, полностью проигнорировав аргументы руководства компании. Юристы «Доминион Текстиль» оказали давление на ONF с тем, чтобы фильм не вышел на экраны. Объясняя причины запрета фильма «С хлопком трудно» комиссар ONF Сидни Ньюман в служебной записке отметил: «Были критические замечания по поводу объективности фильма, которые поступали ко мне из самых разных источников. Этого было достаточно для запрета». Канадский текстильный институт (Canadian Textile Institute), также возражавший против демонстрации ленты, был более честен, заявив, что она пропагандирует классовую борьбу и создаёт негативный образ текстильной отрасли. Несмотря на цензуру и угрозу юридических последствий, Дени Аркан распространил более тысячи копий фильма на видеокассетах под названием «История Джона А. Макдональда». В эфире фильм в сокращённом виде был продемонстрирован лишь в 1976 году, а в полной режиссёрской версии стал доступен почти через двадцать лет.

### Между документальным и игровым кино
Летом 1970 года Дени Аркан предложил ONF новый проект под рабочим названием «Террористы», который должен был рассказать зрителю о деятельности леворадикальной организации «Фронт освобождения Квебека». Но осенью того же года в Канаде случился Октябрьский кризис, и проект был отклонён. Дени Аркан оказался в трудном финансовом положении, граничащим с отчаянием. В это время Жак Бенуа завершил работу над сценарием фильма «Проклятые деньги» и предложил Аркану снять по нему полнометражный художественный фильм. Финансирование проекта взяли на себя известный канадский кинопродюсер Пьер Лэми и супруга Жан-Пьера Лефевра Маргарит Дюпарк. Аркан находился в мрачном расположении духа, и его настроение передалось фильму. Впоследствии Аркан вспоминал, что намеренно хотел снять «отвратительный» фильм, противоречащий всем законам кинематографа. Поэтому в «Грязных деньгах» так много жестокости и насилия. Фильм рассказывает историю люмпенов, которые не могут выразить себя иначе, как через насилие и которые стремятся к тому, чтобы внезапно разбогатеть. В фильме Дени Аркан язвительно высмеивает алчность людей, которые даже ради небольшой суммы денег способны на самые гнусные преступления, видя в этом влияние «американских ценностей». Фильм полностью снят длинными планами, с фиксированной камерой и ракурсом, с резким освещением и цветопередачей. Это помогло режиссёру добиться отстранённости от того, что происходит на экране. Фильм «Грязные деньги» стал первым самостоятельным художественным фильмом Дени Аркана.
В 1972 году Дени Аркан снял для ONF полнометражный документальный фильм «Квебек: Дюплесси и после…», в котором исследовал политическую трансформацию Квебека со времён «великой тьмы» до тихой революции. Первоначальное название фильма ― «Дюплесси всё ещё жив» (Duplessis est encore en vie), более точно отражает суть фильма. По мнению Аркана, Квебек в политическом смысле ― это неподвижное болото, в котором ничего не меняется. Автор доказывает это, проводя параллели между выборами 1936 года, когда победила партия Мориса Дюплесси, и региональными выборами в Квебеке в 1970 году. Таким образом Аркан ставит под сомнение значимость тихой революции для политической истории провинции.
Работая над «Дюплесси», Дени Аркан столкнулся с грязной изнанкой избирательной кампании, которую не смог полностью отобразить в фильме во многом из-за политики ONF. Поэтому показать зрителю изнанку политической жизни в Квебеке он решил художественными средствами. Свой замысел режиссёр реализовал в фильме «Режанна Падовани», который снял по собственному сценарию. Считая справедливым утверждение, что «история повторяется дважды, сначала в виде трагедии, потом в виде фарса», Аркан взял за основу фильма описанную у Тацита историю убийства императрицы Валерии Мессалины. Однако мало кто из зрителей видит в фильме только семейную трагедию. «Режанна Падовани» ― это острая социальная сатира, вскрывающая политическую коррупцию и демонстрирующая с помощью приёма параллельного монтажа различия между социальными слоями общества. Это своего рода предупреждение о сращивании политических элит и криминала и наступлении эпохи коррумпированной демократии. Аркан искренне считает феминизм одним из признаков деградации общества, поэтому картина имеет антифеминистскую направленность. Благодаря «Режанне Падовани» Дени Аркан приобрёл репутацию одного из лучших режиссёров Квебека. Картина была положительно оценена кинокритиками и имела коммерческий успех. В 1973 году фильм получил премию Canadian Film Award за лучший оригинальный сценарий.
Успех «Режанны Падовани» вдохновил Аркана на создание следующего художественного фильма, получившего название «Джина». Эта картина во многом является художественным переосмыслением его ранее запрещённого фильма «С хлопком трудно». В центре внимания режиссёра параллельно развивающиеся, полные фатализма и безысходности, истории двух женщин ― работницы текстильной фабрики Долорес и стриптизёрши Джины. При этом история Долорес принципиально снята Арканом в документальной манере. Ещё одним главным героем ленты является режиссёр киногруппы, приехавший в город для съёмок фильма о положении в текстильной промышленности, но из-за протеста руководства компании и произвола продюсера вынужденный в итоге снять полицейский триллер. Истории развиваются на фоне бесчинства в городе банды на снегоходах, в то время как силы полиции заняты противостоянием с рабочими текстильной фабрики. Философский смысл притчи состоит в том, что способность человека управлять своей судьбой является иллюзией. Для этого героям необходимо самим изменить ход событий, но ни Долорес, ни Джина, ни режиссёр не способны взять судьбу в свои руки. Захватывающий, но жестокий финал фильма отражает мнение Аркана о том, что насилие неизбежно в бессмысленно жестоком обществе. По мнению канадского кинокритика и историка кино Питера Морриса фильм мог бы иметь иное название ― «Виктимизация как неизбежное состояние общества». Несмотря на положительные оценки кинокритиков, фильм не вызвал интереса у массового зрителя и провалился в прокате. Известный канадский кинокритик Джон Харкнесс считает «Джину» самым недооценённым фильмом Дени Аркана.
После «Джины» Аркан вернулся в документалистику. В феврале 1976 года на экраны вышел его фильм «Борьба работников больниц», снятый по заказу Конфедерации канадских профсоюзов. Лента рассказывает о реальном положении дел в системе здравоохранения Квебека и объясняет причины длительной забастовки персонала больниц в 1975 году. «Борьба работников больниц» ― фильм-разоблачение информационной кампании, развязанной администрациями медицинских учреждений против своих сотрудников.
В феврале 1982 года Дени Аркан представил на суд зрителя свою самую успешную документальную ленту ― «Комфорт и безразличие». Это фильм-размышление режиссёра о причинах поражения Квебекской партии на референдуме о независимости Квебека в мае 1980 года. В фильме Аркан предоставляет слово как сторонникам единства Канады, так и сторонникам независимости франкоязычной провинции. Их попытки повлиять на электорат в преддверии референдума с вершины монреальского небоскрёба комментирует средневековый политик Никколо Макиавелли цитатами из трактата «Государь». Остриё критики Аркана—Макиавелли направлено против лидера федералистов Пьера Трюдо. В фильме он показан как циничный манипулятор, знающий как управлять людьми. Жонглируя цифрами, он умело играет на их страхах, которые сам и породил. С другой стороны Аркан критикует лидера сепаратистов Рене Левека, который провёл неубедительную агитационную кампанию и не сумел увлечь своими идеями электорат. В глазах Аркана Рене Левек — наивный лидер, который поверил в непредвзятость людей и сделал ставку на обращение к их глубинным ценностям. Однако, резюмирует Аркан, квебекцы ― это вечные маргиналы, которые перед лицом масштабных перемен из-за страха перед неопределённостью не способны сами решить свою судьбу, предпочитая комфорт и безразличие. В 1982 году фильм «Комфорт и безразличие» был удостоен премии Уимета-Молсона.

### Работа над телесериалами
Неудача с «Джиной» поколебала уверенность Дени Аркана в собственных силах как режиссёра игрового кино. После «Джины» он не снимал полнометражные художественные фильмы почти десять лет. Именно работа над телесериалами вернула ему эту уверенность и позволила триумфально вернуться в игровое кино в 1986 году. Главной причиной взяться за телесериалы стало желание Дени Аркана овладеть ремеслом кинорежиссёра и сценариста технически. Совместная работа с другими режиссёрами, сценаристами, операторами, актёрами, продюсерами многое дала ему в плане опыта. К тому же Аркану нужно было зарабатывать на жизнь.
Работу над телесериалами Дени Аркан начал ещё в 1967 году, написав совместно с Жаком Бобетом и Жаном Пеллерином сценарий для сериала «Минутку, бабочка!». В 1977 году он самостоятельно написал сценарий для семисерийного мини-сериала «Дюплесси», что позволило ему отточить навыки диалогиста. Сериал, снятый Марком Блэнфордом успешно прошёл на Télévision de Radio-Canada в феврале-марте 1978 года.
Следующей работой Дени Аркана стал снятый им совместно с Дугласом Джексоном телесериал «Империя Inc.», рассказывающий историю семьи крупного финансового магната из Монреаля со времён Великой депрессии (1929) до Тихой революции (1960). Этот совместный сериал CBC, Radio Canada и NFB с бюджетом 3,8 миллиона долларов был самым амбициозным проектом своего времени на канадском телевидении и установил новые стандарты для канадских телевизионных драм. Телепроект вызвал большой зрительский интерес, получил множество положительных оценок критиков и четыре премии ACTRA за актёрские работы и сценарий. Сериал демонстрировался не только на французском, но и на английском языке, за что Дени Аркан был подвергнут обструкции со стороны националистически ориентированных СМИ Квебека.
Проект «Преступление Овидия Плуфа» (1984—1986) стал, с одной стороны, завершением работы Дени Аркана на телевидении, с другой стороны — ознаменовал его возвращение в большое кино. Проект состоял из двух частей ― полнометражного художественного фильма, снятого Дени Арканом на основе реальных событий, и шестичасового мини-сериала, снятого совместно с Жилем Карлем. Фильм был впервые продемонстрирован на Монреальском кинофестивале, и в отличие от телесериала, имел зрительский успех, собрав в прокате за девять недель 176 миллионов долларов. «Преступление Овидия Плуфа» — первый и единственный фильм Дени Аркана, снятый на заказ.

### На пути к «Оскару»
Дени Аркан позиционирует себя противником капитализма и американского империализма. Он полагает, что в мире существует только одна империя — американская, под которой он понимает весь западный мир, основанный на «американских ценностях». Соединённые Штаты Америки играют в нём доминирующую роль, а остальные страны являются их сателлитами. Будучи историком по образованию, Аркан проводит параллели с Римской империей периода упадка и находит те же признаки грядущего краха у империи американской. Это не природные катастрофы и не политические катаклизмы, и тем более не бесчисленные войны, которые, по мнению Аркана, являются лишь средством продлить агонию разрушающейся империи, а морально-нравственная деградация общества, прежде всего его элит. Политические взгляды Дени Аркана проходят лейтмотивом через всё его художественное творчество, начиная с «Режанны Падовани», хотя кинокритики и исследователи творчества режиссёра выделяют посвящённую этой теме квадрологию фильмов — «Закат американской империи», «Нашествие варваров», «Век помрачения» и «Падение американской империи».
США мало интересуют Дени Аркана. В объективе его камеры, как в зеркале, отражается лишь реальность родного ему Квебека, притом та её сторона, которую сами квебекцы видеть не хотят. Считая Квебек территорией абсурда, Дени Аркан пропускает глубокие философские мысли через призму юмора, иронии и сарказма. Поэтому в кинематографической среде за ним прочно укрепилась репутация циника.
В 1986 году Дени Аркан написал сценарий и снял «Закат американской империи» (Le Declin de l’empire américain) — самый кассовый фильм в истории Канады на тот момент. Фильм является срезом общества Квебека в период после референдума о независимости и отражает атмосферу всеобщего разочарования и постреферендумной депрессии. Он иллюстрирует социальный и культурный упадок Квебека, установившийся цинизм элит, стремительную трансформацию отношений между полами и внутри полов, порождающую феминизацию общества. Это, в свою очередь, порождает замкнутость индивида в себе и его бегство в гедонизм. Однако поиск личного счастья в интимной сфере оборачивается лишь духовной пустотой. Фильм построен на диалогах между мужчинами и женщинами, которые сначала ведутся параллельно (мужчины обсуждают женщин, а женщины ― мужчин), а затем перекрёстно за общим столом. Какие бы темы не затрагивались персонажами, в итоге всё сводится к разговорам о сексе. Резюмирует фильм Дени Аркан устами Доминик: «Это неистовое стремление к личному счастью в нашем обществе вполне может быть исторически связано с упадком Американской империи, который мы сейчас наблюдаем». По мнению профессора Карен Фрикер (университет Брока) «Закат американской империи» также воспринимается как комментарий к неспособности квебекских националистов поколения Аркана создать зрелую, ответственную нацию.
«Закат американской империи» принёс Дени Аркану мировую известность. На церемонии вручения канадской премии «Джини» он был удостоен наград в восьми номинациях, в том числе за лучший фильм, лучшую режиссуру и лучший оригинальный сценарий. Также его работа была отмечена «Призом международной критики» на Каннском кинофестивале и стала первым канадским полнометражным фильмом, номинированным на премию «Оскар» в категории «Лучший фильм на иностранном языке». Фильм получил приз зрительских симпатий Международного кинофестиваля в Торонто (TIFF), а также был назван лучшим фильмом года Квебекской ассоциацией кинокритиков. По результатам опросов, организованных TIFF в 1993 и 2004 годах, «Закат американской империи» вошёл в десятку лучших канадских фильмов всех времён. В 2016 году по результатам опроса двухсот журналистов он был включён в список 150 важнейших произведений в истории канадского кинематографа.
Три года спустя Аркан повторил свой успех с фильмом «Иисус из Монреаля» (Jésus de Montréal). В этой работе режиссёр исследует природу власти и её институтов, а также анализирует состояние духовности в обществе потребления. Фильм получился во многом антиклерикальным, что связано с разочарованием Дени Аркана и его современников в институте церкви. По своей сути он даёт ответ на вопрос, что случилось бы с Иисусом, если бы он попал в современное общество. По сюжету картины католический санктуарий нанимает молодого актёра для ежегодной постановки в саду оратория Святого Иосифа «Страстей Христовых» в более увлекательной и осовремененной версии. Но глубокое погружение актёра в образ Христа приводит к трансформации его сознания. Он начинает вести себя подобно назаретянину, а набранная им труппа становится похожа на учеников Иисуса, будущих апостолов. Основываясь на древних священных текстах, прежде всего на Талмуде, актёры ставят на сцене спектакль в форме хэппенинга, в котором излагают свою, отличную от ортодоксальной, версию происхождения Христа и его жития, тем самым показывая зрителю как искажалось святое писание на протяжении веков. Вольная интерпретация библейского сюжета и поведение актёров вызывают сильное раздражение католической церкви, и она использует своё влияние на властные структуры для того, чтобы запретить постановку. История преследования и смерти Христа повторяется в Монреале. В «Иисусе из Монреаля» Аркан также высмеивает пороки современного общества: шумиху, раздуваемую СМИ, рекламу, бюрократию в больницах и лицемерие религиозного истеблишмента.
«Иисус из Монреаля» получил двенадцать премий «Джини» и приз за самый кассовый фильм года, был отмечен двумя призами Каннского кинофестиваля. Он входил в TOP-5 лучших канадских фильмов всех времён по версии TIFF в 1993, 2004 и 2015 годах, а читатели журнала «Playback» поставили его на второе место в 2002 году. В 2016 году он был включён в список 150 важнейших произведений в истории канадского кинематографа. Фильм был также номинирован на премии «Оскар», BAFTA и «Золотой глобус».
В 1991 году Дени Аркан совместно с другими канадскими кинорежиссёрами принял участие в съёмках киноальманаха «Монреаль глазами…», приуроченного к 350-летнему юбилею города и призванного подчеркнуть его достоинства и красоты. Аркан снял финальный, шестой, эпизод под названием «Vue d’ailleurs» (на вечеринке в посольстве Канады в одной из тропических стран женщина средних лет рассказывает о своих любовных похождениях в Монреале зимой 1967 года). Работа над киноальманахом стала началом сотрудничества Дени Аркана с кинопродюсером Дениз Робер, которая впоследствии стала его супругой.
После «Иисуса из Монреаля» Дени Аркан столкнулся с чередой неудач. Три его следующих фильма получили неоднозначные оценки критиков и провалились в прокате. Первый из них — «Любовь и бренные останки» ― к началу съёмок расценивался как многообещающий. Он был основан на нашумевшей пьесе канадского драматурга Брэда Фрейзера «Неопознанные человеческие останки и истинная природа любви», которая с аншлагами прошла в театрах Торонто и Нью-Йорка. К тому же Фрейзер решил сам написать сценарий для фильма. Картина должна была стать первым совместным кинематографическим проектом англо-канадской провинции Альберта и франко-канадского Квебека, поэтому изначально снималась на английском языке. Но в последний момент Альберта отказалась от участия в проекте, и съёмки пришлось переносить из Эдмонтона в Монреаль.
«Любовь и человеческие останки» ― это фильм представителя молчаливого поколения о людях поколения X, пришедших на смену бэби-бумерам, которые сталкиваются с реалиями жизни в большом городе, о стремлении гетеросексуалов и гомосексуалов к выстраиванию последовательных межличностных отношений и их разочаровании, когда романтические надежды не оправдываются. Всё это происходит в обществе, в котором доминирует насилие, олицетворением которого является убивающий проституток маньяк. Фильм в основном получил негативные отзывы кинокритиков, которые назвали его безжизненным, а 52-летнего режиссёра обвинили в неспособности понять чаяния и стремления молодого поколения. Картина была исключена из конкурсной программы Каннского кинофестиваля, а на кинопремии «Джини» получила лишь приз за лучший адаптированный сценарий.
Вышедший на экраны в 1996 году малобюджетный фильм «Радостные муки» также слабо стартовал в канадском прокате и остался незамеченным за рубежом. Лента снята в стиле документальной хроники и рассказывает о суровых буднях бездомных в обществе, в котором не остаётся места для благотворительности. По мнению критиков, фильму не хватило целостности и драматизма. Популярный канадский кинокритик Брендан Келли связывает это со слабым сценарием, написанным Клэр Ришар, начинающим сценаристом и бывшим волонтёром программы помощи бездомным.
Фильм о взлёте и падении молодой супермодели «Звёздный статус» также не принёс Дени Аркану успеха. В этой работе режиссёр исследовал мир гламура и высмеял людей, любой ценой стремящихся к славе с тем, чтобы стать частью «звёздного сообщества». Сняв весь фильм как будто камерами различных телешоу, Аркан стремиться показать зрителю, что это напыщенное, замешанное на алчности, невежестве и зависти, сообщество иллюзорно и существует лишь благодаря средствам массовой информации. Но, по утверждению Аркана, для СМИ это оказалось неприемлемым. В одном из интервью режиссёр вспоминал, как после премьеры фильма всеми ненавидимый шёл по пустому коридору, как будто оказавшись в чёрной дыре. Немногочисленные отзывы на фильм журналистов от кино носили, в основном, негативный характер. Так, Брендан Келли иронично заметил, что пытаясь показать поверхностность западного общества, помешанного на звёздах, Аркан сам снял довольно поверхностный фильм. Но с такой оценкой согласны далеко не все. Польский кинорежиссёр Кшиштоф Занусси заметил, что «Stardom» ― это тот фильм, который он хотел бы снять сам. Канадский режиссёр Пьер Фалардо, с которым у Аркана сложились непростые отношения, похвалил фильм, заметив что режиссёру не стоило ждать хороших отзывов от тех, о ком он сам высказался нелицеприятно. Исследователь франко-канадского кинематографа Жорж Приве отметил, что Аркан закономерно оказался «на обочине», поскольку нельзя безнаказанно нападать на своё время.

### «Нашествие варваров»
Фильм «Нашествие варваров», снятый Дени Арканом по собственному сценарию в 2003 году, является сиквелом «Заката американской империи». Ему присущ политический дух, свойственный ранним фильмам Аркана. Квебек ― это задворки разрушающейся Американской империи, общество с утраченными общественными идеалами, из которого следует бежать. Название фильма отсылает зрителя к финальному периоду истории Древнего Рима, когда в результате вторжения варварских орд были уничтожены социальный уклад, культура, искусство и даже язык Римской империи. Современные варвары, в понимании Аркана, это люди, которые рассматривают всё исключительно с коммерческой точки зрения, которые только покупают и продают, считая, что получением прибыли всё ограничено. Именно эти современные «варвары» разрушают последние убежища для индивида в деградирующем обществе ― искусство, патриархальную семью и дружбу. Крах идеалов и нравственную деградацию общества Дени Аркан вновь показывает через диалоги трёх представителей поколения бэби-бумеров, известных по фильму «Закат американской империи», которые ранее мечтали о независимости Квебека, но теперь считают это либо проигранной битвой, либо угрозой своему материальному благополучию, либо просто сложной задачей. Но основное словесное противостояние идёт между умирающим Реми, «чувственным социалистом», испытывающим отвращение к деньгам и индивидуализму, и его сыном, крупным финансовым воротилой и дельцом до мозга и костей. Как и ранее, Дени Аркан остроумно и язвительно критикует пороки Квебека ― систему здравоохранения, католическую церковь, профсоюзы, глобализацию и органы власти.
«Нашествие варваров» для Дени Аркана ― фильм во многом личный, основанный на его страхах и переживаниях. Его дед, родители, а позднее и младший брат Бернар умерли от рака. Ухаживая за родителями, Аркан много времени провёл в больницах, поэтому тёмную сторону канадского здравоохранения он знает не понаслышке. Теме болезни и смерти он уделяет в фильме особое внимание. Сюжет «Нашествия варваров» отдалённо напоминает сюжет повести Л. Н. Толстого «Смерть Ивана Ильича». Дени Аркан признаётся, что прежде, чем приступить к написанию сценария фильма, он перечитывал произведение русского классика. Но история Толстого и история Аркана имеют кардинальное отличие. У Толстого болезнь ― это ниспосланное свыше испытание, через которое главный герой переосмысливает прожитую жизнь и приходит к просветлению. У Аркана болезнь ― это исключительно зло. Его персонаж также переосмысливает свою жизнь, но к просветлению не приходит, предпочитая лёгкую кончину от смертельной дозы героина. Таков, по мнению Аркана, идеальный способ ухода из жизни, и каждый человек имеет право на достойную смерть.
В финале фильма Дени Аркан всё же оставляет зрителю надежду. Его камера обращена на полки с книгами, являющиеся кладезю знаний и мудрости предшествующих поколений. Хранительницей книг становится переосмыслившая свою жизнь бывшая героиновая наркоманка Натали, которая защищает их от варваров. «В конечном итоге, ― замечает Аркан, ― этот и есть основа основ. Перерождение человека».
Фильм «Нашествие варваров» изначально был ориентирован на аудиторию Квебека. Перед выходом в мировой прокат сцены, связанные с деятельностью католической церкви в Квебеке, а также эпизоды с участием певицы Митсу были сокращены, а эпизоды с участием персонажей Маши Гренон (Ариэль), Софи Лорейн (первая любовь Реми) и Мишлен Ланкто (медсестра Кэрол) полностью вырезаны. Общая продолжительность картины сократилась на 12 минут.
Фильм получил множество наград, включая премию за лучший сценарий на Каннском кинофестивале, номинацию на премию «Золотой глобус» как лучший фильм на иностранном языке и премию «Оскар» за лучший фильм на иностранном языке. Кроме того, Дени Аркан был номинирован на премию «Оскар» за оригинальный сценарий. В 2004 году «Нашествия варваров» также получили французскую премию «Сезар» за лучшую картину, лучшую режиссуру и лучший оригинальный сценарий.

### Дальнейшая творческая биография
Тему упадка американской империи Дени Аркан продолжил фильмом «Век помрачения» (L'Âge des ténèbres). Режиссёр переносит зрителя в недалёкое будущее, в мир, стоящий на пороге Нового Средневековья. Главный герой фильма, мелкий государственный чиновник Жан-Марк, пытается найти смысл жизни в мире, который окончательно сошёл с ума. Этот мир, захваченный современными «варварами», полон абсурда. Бюрократия торжествует, полиция рьяно преследует курильщиков, общество сковано политкорректностью и погрязло в паранойе и равнодушии. Феминизм достиг своего апогея: жена и дочери игнорируют Жан-Марка, на работе его третирует начальница, а секс стал до такой степени недоступен, что ему приходится удовлетворять себя с помощью маструбации. Всё существо Жан-Марка кричит о том, нужно бежать из Квебека, где даже воздух стал непригодным для жизни. Но прежних убежищ, истинного искусства, патриархальной семьи и дружбы, больше не существует. Единственный выход для главного героя ― погрузиться в мир своих собственных фантазий. В нём он то римский император, то знаменитый писатель ― автор мировых бестселлеров, то рыцарь в сверкающих доспехах, окружённый толпой поклонниц. Постепенно его грёзы начинают становиться реальностью, а необходимость возвращаться в ужасающую и удручающую действительность вызывает депрессию. В финале драккар викингов окончательно уносит главного героя в мир иллюзий, подальше от наступающих Тёмных веков.
Премьерный показ фильма «Век помрачения» состоялся на закрытии Каннского кинофестиваля. Нападки Аркана на политкорректность вызвали бурю возмущения во Франции. Местная пресса обрушилась на фильм и режиссёра с жёсткой критикой, граничащей с оскорблениями. Так, французский журнал «Les Inrockuptibles» назвал «Век помрачения» «фильмом старого дурака» (un film de vieux con), а «Le Nouvel Observateur» ― «закатом империи Аркана». Квебекские СМИ были более сдержанными, ограничившись кратким изложением сюжета или обзором французской прессы. Но несмотря на шквал критики, фильм неплохо стартовал в прокате Квебека, собрав за первый уик-энд 281751 доллар. Он также получил хорошие оценки в США и даже вошёл в шорт-лист кинопремии «Оскар», хотя в итоге так и не был номинирован.
На большой экран Дени Аркан вернулся через семь лет с фильмом «Царство красоты», который вызвал противоречивые отзывы кинокритиков и зрителей. Действие фильма разворачивается в Шарлевуа, природном и культурном заповеднике Квебека. Красивые пейзажи удачно гармонируют с архитектурными творениями Пьера Тибо, а дизайнерские интерьеры ― с изысканной мебелью. Но в этом царстве красоты всё настолько стерильно, что создаётся впечатление, что людям здесь нет места. Хотя этот мир частично создан человеком, но это мир отделившихся от человека вещей, в котором объект стал важнее субъекта. И в этом царстве красоты как бы фоном развивается история архитектора Люка и его жены Стефани, каждый из которых увяз в собственном любовном треугольнике. В их истории отсутствует драматическое напряжение и динамизм. Обозреватель «Фильм.ру» Е. Ухов сравнил взаимоотношения персонажей с бильярдными шарами, которые лишь слегка соприкасаются друг с другом, после чего разлетаются каждый в свой угол.
Большинство кинокритиков не оценило фильм Аркана, сочтя его поверхностным, более похожим на рекламный туристический буклет «Добро пожаловать в Квебек» или на постер из журнала о дизайне интерьеров. Однако, по мнению профессора литературы Доминика Корнелье из регионального колледжа Жольета, кинокритики не смогли разглядеть в фильме посыл режиссёра, поскольку Дени Аркан приучил их предыдущими фильмами к открытому взгляду на реальности Квебека. В «Царстве красоты» он скрывает радикальную критику современного общества и его аутистического гедонизма под буколическими образами. В фильме много сцен, связанных со спортом. Они и являются ключом к пониманию фильма. Используя повторяющуюся замедленную съёмку спортивных моментов, режиссёр показывает зрителю, что перед ним не живые люди, а только их оболочки, красивые снаружи и пустые внутри. Они стараются подражать реальному миру, но почти полностью лишены человеческой эмоциональности. Поэтому в фильме о любви, страсти и желаниях не чувствуется ни любви, ни страсти, ни желаний. Таким образом, красота внешней атрибутики (пейзажи, дома, автомобили, одежда персонажей), согласно Аркану, является приманкой для индивида, которая заманивает его в сети духовной пустоты общества потребления, где бытие подменяется обладанием. Стремление к внешней красоте ― это не только способ не замечать уродство реального мира, но и возможность прикрыть собственное убожество. В. Пашин в своей рецензии на «Postcriticism.ru» также подметил, что в фильме отсутствуют дети. Это говорит о том, что Царство красоты застыло в одной точке пространства и времени и у него нет будущего.
Фильм «Падение американской империи», вышедший на экраны в 2018 году, стал тринадцатым полнометражным художественным фильмом Дени Аркана. В этой работе, изначально называвшейся «Триумф денег» (Le triomphe de l’argent), режиссёр возвращается к теме всевластия доллара в обществе потребления, которую он затрагивал ещё в «Грязных деньгах» и «Режанне Падовани». Сюжетно фильм не связан с предыдущими работами Аркана, но кинокритики причисляют его к циклу фильмов об упадке американской империи, так как режиссёр в свойственной ему саркастической манере продолжает критиковать прогнившую политическую систему Квебека, проистекающую из её зависимости от Соединённых штатов — империи, которая умирает, и конвульсии которой жёстко сказываются на мире, основанном на правилах. Сам Дени Аркан в комментарии к трейлеру фильма также подтвердил эту мысль, заявив: «Мы в Канаде комфортно живём под эгидой Pax Americana, но моральное разложение империи начинает заражать нас».
В «Падении американской империи» Дени Аркан погружает зрителя в мир, в котором не осталось других ценностей кроме денег. Главный герой фильма, Пьер-Поль, имеющий степень доктора философских наук, вынужден работать курьером в «Can-Am», так как наука теперь не в цене, а преподавание не приносит дохода. Он становится свидетелем неудачного вооружённого ограбления магазина модной одежды и забирает с места преступления две спортивные сумки с более чем десятью миллионами канадских долларов. Никакого морального выбора перед Пьер-Полем не стоит: он даже не думает о том, чтобы вернуть деньги законному владельцу. Единственное, что заботит его ― как уйти от преследования полиции и бандитов и легализовать нечестно полученные деньги, не заморачиваясь при этом налогами. Для реализации своего плана он вступает в сделку с бывшим уголовником Сильвеном Бигра и специалистом по отмыванию денег Вильбродом Ташро. В деле им помогает эскортница Камилла Лафонтен. Эта пёстрая компания совместными усилиями добивается цели. Но всё же главный вопрос, поднятый Арканом в фильме, заключается не в том «как отмыть миллион», а в том, сможет ли нувориш, ещё недавно влачивший полунищенское существование, избежать развращения неожиданно свалившимся на него богатством. Дени Аркан отвечает на этот вопрос положительно: его герой тратит криминальные деньги не только на удовлетворение своих желаний, но и на благотворительность. Авторитетный канадский кинокритик Хелен Фараджи увидела в этом «совершенно новую мораль» Аркана, идею о том, что в глубине души американской империи ещё сохраняются доброта и сострадание, но носителями этих добродетелей являются люди, стоящие на нижних ступенях социальной лестницы.
Кинокритики признали «Падение американской империи» лучшим фильмом Дени Аркана после «Нашествия варваров», но с оговорками. Наибольшей критике подверглись политические взгляды режиссёра. Жан-Франсуа Вандерен назвал их устаревшими, Хелен Фараджи ― пахнущими популизмом, а Валерий Кичин сравнил их с пластинкой, которую заело. Критике также подвергся сценарий, написанный Арканом. Журналисты отметили, что сюжет фильма «шит белыми нитками», что события, происходящие в фильме, вряд ли могли случиться в реальной жизни. Они также считают, что персонажи в целом проработаны недостаточно глубоко. Кроме того, истории некоторых персонажей, которые, по их мнению, могли быть интересны зрителю, были сведены к эпизоду, хотя Аркан позднее объяснил, что фильм получился слишком длинным, и при монтаже его пришлось сократить на 40 минут. Впрочем, Жорж Приве призывает коллег не относиться к «Падению американской империи» слишком серьёзно. Это всего лишь сказка, в которой добро обязательно должно победить зло. Аркан, как опытный режиссёр и сценарист знает, что его работа не выдержит тщательного анализа, но подобно старому мастеру, он не зацикливается на деталях, стремясь сосредоточить внимание на главном. Его задача проста ― повеселить зрителя и повеселиться самому. Дени Аркан согласен с выводами Приве. Упоминая в одном из интервью о печальном конце Жиля Грулькса, Фрэнсиса Манкевича и Клода Жютра, он заявил, что хочет стать первым квебекским кинорежиссёром, который умрёт счастливым.
В августе 2023 года на кинофестивале франкоязычных фильмов в Ангулеме Дени Аркан представил фильм «Завещание». Глазами своего альтер-эго, семидесятилетнего Жан-Мишеля, писателя и архивариуса на полставки, режиссёр наблюдает за культурными и политическими тенденциями современного Квебека. Навязанная политкорректность, распространение «идеологии пробуждения», радикальный феминизм, невесть откуда взявшиеся проблема гендерной идентичности и экологическая повестка, переписывание книг и искажение истории в угоду толерантности ― всё это вызывает у старика раздражение и неприятие. Из окна дома для престарелых, где Жан-Мишель доживает свои дни, он наблюдает абсурдную картину: группа профессиональных активистов устраивает сидячую забастовку, требуя удалить со стены исторически значимую фреску, которая, по их мнению, оскорбляет чувства коренных народов Канады (на фреске изображена встреча Жака Картье с мохоки), снующие вокруг репортёры, раздувшие местечковый скандал до государственного уровня, маляры, крадущиеся мимо защитников культурно-исторических ценностей, чтобы замазать злополучную фреску. Жан-Мишель понимает, что мир, который он хорошо знал, рушится и катится в тартарары, но не может понять, что идёт ему на смену. Пытаясь ухватиться за ускользающие жизненные ориентиры, он даже едет в резервацию мохоки, чтобы узнать их отношение к фреске. Но взгляды индейцев на прошлое и настоящее ещё больше запутывают его. Но всё же у Жан-Мишеля появляется надежда: новым ориентиром в жизни для него становится нечаянно нагрянувшая поздняя любовь.
Фильм получил разнонаправленные оценки кинокритиков. Консервативные СМИ оценили его положительно. Так, Мэттью Бок-Коте из «Le Journal de Montréal» отметил: «„Завещание“, последний фильм Дени Аркана, просто потрясающий. Он смотрит прямо в глаза нашему времени и высмеивает его, потому что оно нелепо». Мнение либеральной прессы было диаметрально противоположным. Мюриэль Жюде из «Le Monde» заявил: «Сюжет слишком плохо написан, снят катастрофически плохо, чтобы в нём можно было увидеть что-либо, кроме откровенного женоненавистничества и неслыханного формального уродства». Испанский кинокритик Хавьер Оканья в «El País» назвал Дени Аркана вульгарным реакционером, а Эндрю Паркер («The Gate») назвал фильм раздражающей брюзгливой работой. Крис Найт из «Original Cin» считает, что фильмом «Завещание» Дени Аркан показал фак в ответ на всё более строгие и резкие представления о политкорректности.

## Мнения
Аркан проливает свет на проблемы настоящего, но не предлагает решение. Он ― наблюдатель с острым зрением. Это то, что характеризует его лучше всего, поскольку в этом его сила, но также его пределМарсель Жан, канадский режиссёр и сценарист

## Фильмография

### Режиссёр
- 1959 ― К востоку от Итона / À l′est d′Eaton (черно-белый, немой, продолжительность 20 минут). Первый любительский фильм Дени Аркана, снятый совместно со Стефаном Венном во время учёбы в колледже святой Марии. Рассказывал об одном дне из жизни студента. Демонстрировался в Париже в рамках программы любительских фильмов. Утерян.
- 1962 — Один или с другими / Seul ou avec d’autres (чёрно-белый, продолжительность 63 минуты 28 секунд. Жанр: драма. Бюджет около 24 000 C$). Первый профессиональный художественный фильм Дени Аркана, снятый совместно с Дени Эру и Стефаном Венном в Монреальском университете. Премьерный показ 20 апреля 1962 года. Демонстрировался на международном кинофестивале в Локарно (Швейцария) в 1963 году.
- 1964 — Шамплен / Champlain (цветной, продолжительность 28 минут 5 секунд. Документальный. Производство ONF. Бюджет 37776 C$).
- 1964 — Квебек 1603 / Québec 1603 (альтернативное название Samuel de Champlain (Québec 1603). Цветной, продолжительность 14 минут 43 секунды. Документальный. Производство ONF. Бюджет 3000 C$). Несмотря на то, что фильм включается в фильмографию режиссёра, непосредственно в его создании Дени Аркан участия не принимал. Фильм смонтирован Режаном Шарпантье из материалов, отснятых Дени Арканом для фильма «Шамплен».
- 1965 — Монреальцы / Les montréalistes (альтернативное название Ville-Marie. Цветной, продолжительность 27 минут 36 секунд. Документальный. Производство ONF. Бюджет 33584 C$).
- 1965 — Дорога на Запад / La route de l’Ouest (цветной, продолжительность 28 минут 10 секунд. Документальный. Производство ONF. Бюджет 36914 C$).
- 1965 — Монреаль летним днём / Montréal un jour d′été (альтернативно название Montreal on a summer day. Цветной, продолжительность 11 минут 40 секунд. Производство ONF). Фильм снят и смонтирован Дени Арканом для павильона Квебека на Всемирной выставке в Монреале в 1967 году.
- 1966 — Волейбол / Volleyball (чёрно-белый, продолжительность 13 минут 26 секунд. Документальный. Производство ONF по заказу Министерства здравоохранения Канады. Бюджет 19021 C$).
- 1967 — Атлантические парки / Parcs atlantiques (цветной, продолжительность 17 минут 20 секунд. Производство ONF по заказу Управления национальных парков и исторических мест Министерства по делам индейцев и северных территорий Канады. Бюджет 44182 C$).
- 1970 — C хлопком трудно / On est au coton (черно-белый, продолжительность 158 минут 33 секунды. Документальный. Производство ONF. Бюджет 152266 C$). Фильм подвергся цензуре и вышел на экраны в сокращённой версии в 1976 году (продолжительность 162 минуты 3 секунды). В полной режиссёрской версии (продолжительность 173 минуты) фильм стал доступен только в 1991 году. Собственно французское название фильма — On est au coton — является каламбуром. Дословно его можно перевести как «мы в хлопке» и «мы сыты по горло».
- 1971 — Проклятые деньги / La maudite galette (цветной, продолжительность 100 минут 29 секунд. Жанр: криминальный фильм. Производство Cinak Compagnie Cinématographique, Les Productions Carle-Lamy, SDIC. Бюджет 145000 C$). Премьерный показ 8 мая 1972 года.
- 1972 — Квебек: Дюплесси и после… / Québec: Duplessis et après… (альтернативное название Quebec: Duplessis and after. Чёрно-белый, продолжительность 114 минут 32 секунды. Производство ONF. Бюджет 80546 C$).
- 1973 — Режанна Падовани / Réjeanne Padovani (цветной, продолжительность 93 минуты 42 секунды. Жанр: криминальная драма. Производство Cinak Compagnie Cinématographique. Бюджет 201000 C$).
- 1975 — Джина / Gina (цветной, продолжительность 94 минуты 25 секунд. Жанр: драма. Производство Carle-Lamy Ltée. Бюджет 360000 C$. Премьерный показ 23 января 1975 года).
- 1976 — Борьба работников больниц / La lutte des travailleurs d’hôpitaux (чёрно-белый, продолжительность 27 минут 38 секунд. Документальный. Производство Prisma Productions inc., Confédération des syndicats nationaux. Премьерный показ 5 февраля 1976 года)
- 1982 — Комфорт и безразличие / Le confort et l’indifférence (цветной, продолжительность 108 минут 52 секунды. Документальный. Производство ONF. Бюджет 200000 C$. Премьерный показ 7 февраля 1982 года).
- 1983 — Империя Inc. / Empire, Inc. (цветной, телесериал, продолжительность 6 серий. Жанр: драма. Производство National Film Board of Canada, Canadian Broadcasting Corporation, Société Radio-Canada. Премьерный показ 9 января 1983 года). Дени Аркан снял 3 серии телесериала: эпизод II: Brother. Can you spare $17 million / Charité bien ordonné, эпизод V: Titans don′t cry / Laura, эпизод VI: The last waltz / La derniére valse. Остальные три серии сняты Дугласом Джексоном.
- 1984 — Преступление Овидия Плуфа / Le Crime d’Ovide Plouffe (цветной, продолжительность 107 минут и шестичасовой мини-сериал. Жанр: криминальная драма. Производство I.C.C. International Cinéma Corporation, Société Radio-Canada, Office national du film du Canada. Бюджет 6200000 C$. Премьерный показ фильма 27 августа 1984 года). Проект «Преступление Овидия Плуфа» состоит из полнометражного художественного фильма Дени Аркана, вышедшего в прокат в 1984 году, и телевизионного шестичасового мини-сериала, первые четыре часа которого сняты Жилем Карлем, заключительные два часа Дени Арканом. Телесериал транслировался в 1986 году на французском языке на Télévision de Radio-Canada, на английском языке на CBC Television. Англоязычная версия транслировалась под названием «Убийство в семье» (Murder in the Family).
- 1986 — Закат американской империи / Le déclin de l’empire américain (цветной, продолжительность 101 минута 36 секунд. Жанр: драма. Производство Corporation Image M & M, Malofilm, National Film Board of Canada, Société Générale du Cinéma du Québec, Société Radio-Canada, Téléfilm Canada. Бюджет 1775000 C$. Премьерный показ 19 июня 1986 года).
- 1989 — Иисус из Монреаля / Jésus de Montréal (цветной, продолжительность 118 минут. Жанр: драма. Производство Max Films Productions, Gérard Mital Productions, National Film Board of Canada и другие. Премьерный показ 17 мая 1989 года).
- 1990 — Письма португальской монахини / Les lettres de la religieuse portugaise (телеспектакль в постановке Théâtre de Quat’Sous (Монреаль). Производство Spectel Vidéo, Radio-Québec. Телеспектакль демонстрировался по канадскому телевидению с 12 ноября по 8 декабря 1990 года).
- 1991 — Монреаль глазами… / Montréal vu par… (цветной, продолжительность 125 минут. Жанр: драма. Производство National Film Board of Canada, Atlantis Films, Cinémaginaire Inc. Премьерный показ 8 ноября 1991 года). Фильм состоит из шести эпизодов, снятых шестью разными режиссёрами. Дени Аркан снял финальный эпизод («Vue d’ailleurs»).
- 1993 — Любовь и бренные останки / Love & Human Remains (Альтернативное название Amour et restes humains. Цветной, продолжительность 100 минут. Жанр: драма. Производство Téléfilm Canada, Atlantis Films, Super Ecran). Фильм демонстрировался на Международном кинофестивале в Теллурайде (США) 5 сентября 1993 года. В международный прокат вышел 22 июля 1994 года в Великобритании.
- 1996 — Радостные муки / Joyeux Calvaire (Альтернативное название Poverty and other delights. Цветной, продолжительность 89 минут. Жанр: драма. Производство Cinémaginaire Inc. Премьерный показ 29 ноября 1996 года)
- 2000 — Звёздный статус / Stardom (Альтернативное название Le culte de la célébrité. Цветной, продолжительность 100 минут. Жанр: драма. Производство Centre national du cinéma et de l’image animée, Canal+, Téléfilm Canada. Бюджет 6730000 €. Премьерный показ 13 октября 2000 года). Фильм открывал 25-й Международный кинофестиваль в Торонто (Канада)
- 2003 — Нашествие варваров / Les invasions barbares (цветной, продолжительность 99 минут. Жанр: драма. Производство Pyramide Productions, Cinémaginaire Inc., Astral Films, Canal+ и другие. Бюджет 6000000 C$. Премьерный показ 21 мая 2003 года)
- 2007 — Век помрачения / L'âge des ténèbres (Альтернативное название Days of Darkness. Цветной, продолжительность 104 минуты. Жанр: драма. Производство Cinémaginaire Inc., Mon Voisin Productions. Премьерный показ 27 мая 2007 года)
- 2014 — Царство красоты / Le regne de la beauté (Альтернативные названия Deux nuits и An Eye for Beauty. Цветной, продолжительность 102 минуты. Жанр: драма. Производство Cinémaginaire Inc. Премьерный показ 15 мая 2014 года)
- 2018 — Падение американской империи / La chute de l’empire américain (Альтернативные названия The Fall of the American Empire и Как отмыть миллион. Цветной, продолжительность 127 минут. Жанр: криминальная драма. Производство Téléfilm Canada Société Radio-Canada, Société de Développement des Entreprises Culturelles (SODEC), The Harold Greenberg Fund, Crédit d’Impôt Cinéma et Télévision, Cinémaginaire Inc., Fonds Quebecor. Бюджет 6900000 C$. Премьерный показ 19 июня 2018 года)
- 2023 — Завещание / Testament (цветной, продолжительность 115 минут. Жанр: драма. Производство Cinémaginaire Inc. Премьерный показ 26 августа 2023 года).

### Сценарист
- 1962 — Один или с другими / Seul ou avec d’autres
- 1964 — Шамплен / Champlain
- 1965 — Дорога на Запад / La route de l’Ouest
- 1966 — 1967 Минутку, бабочка! / Minute, papillon! (телесериал, совместно с Жаком Бобетом и Жаном Пеллерином)
- 1967 — Между морем и пресной водой / Entre la mer et l’eau douce (режиссёр Мишель Бро)
- 1972 — Квебек: Дюплесси и после…
- 1973 — Режанна Падовани
- 1977 — Дюплесси / Duplessis (телесериал, режиссёр Марк Блэнфорд)
- 1984 — Преступление Овидия Плуфа (совместно с Роже Лемеленом)
- 1986 — Закат американской империи
- 1989 — Иисус из Монреаля
- 1990 — Письма португальской монахини
- 2000 — Звездный статус (совместно с Якобом Поташником)
- 2003 — Нашествие варваров
- 2007 — Век помрачения
- 2014 — Царство красоты / Le regne de la beauté
- 2023 — Завещание / Testament

### Продюсер
- 2005 — Lost & Profound (режиссёр Ли Чэмберс)

### Актёр
В качестве актёра Дени Аркан снимался как в своих фильмах, так и фильмах других режиссёров.
- 1966 ― Мой глаз / Mon oeil (режиссёр Жан-Пьер Лефевр)
- 1967 ― Это не вина Жака Картье / C’est pas la faute à Jacques Cartier (режиссёры Жорж Дюфо, Клеман Перрон)
- 1967 ― Номининг… С тех пор, как он существует / Nominingue… Depuis qu′il existe (режиссёр Жак Ледюк)
- 1972 — Проклятые деньги
- 1973 — Свиньи редко бывают чистыми / On n’engraisse pas les cochons à l’eau claire (режиссёр Жан-Пьер Лефевр)
- 1973 — Режанна Падовани
- 1975 — Голова Норманд Сент-Онж / La tête de Normande St-Onge (режиссёр Жиль Карл)
- 1987 — Зоопарк, ночь / Un zoo la nuit (режиссёр Жан-Клод Лозон)
- 1989 — Иисус из Монреаля
- 1991 — Монреаль глазами…
- 1992 — Леоло / Léolo (режиссёр Жан-Клод Лозон)
- 2000 — Парень и девушка / Un gars, une fille (телесериал, режиссёр Гай Лепаж)
- 2003 — Нашествие варваров
- 2004 — Побережье / Littoral (режиссёр Важди Муавад)
- 2004 — Бугоны ― это тоже жизнь / Les Bougon: C’est aussi ça la vie (телесериал Франсуа Авара и Жан-Франсуа Мерсье)
- 2005 — Мгновенный идол / Idole instantanée (режиссёр Ив Деганье)
- 2007 — Век помрачения
- 2010 — По версии Барни (режиссёр Ричард Дж. Льюис)
- 2012 — Адам и Ева / Adam & Ève (телесериал Клода Мюнье)
- 2012 — Бобо / Les Bobos (телесериал Марка Лабреша и Марка Брюне)
- 2015 ― Милые беды / Les beaux malaises (телесериал Николаса Монетта и Френсиса Леклерка)
- 2016 — Поцелуй меня так, как ты меня любишь / Embrasse-moi comme tu m’aimes (режиссёр Андре Форсье)
- 2016 — Рыбаки / Les pêcheurs (телесериал Паскаля Л’Орё и Жан-Франсуа Асселина)

## Кинематографические награды и премии
- 1965 — Канадская кинопремия (Canadian Film Awards) за лучший фильм для детей («Квебек 1603»)[18].
- 1973 — Канадская кинопремия (Canadian Film Awards) за лучший оригинальный сценарий («Режанна Падовани»)[27].
- 1982 ― премия Уимета-Молсона (Квебек, Канада) за фильм «Комфорт и безразличие»[91].
- 1986 — премия Уимета-Молсона (Квебек, Канада) за фильм «Закат американской империи»[51].
- 1986 ― премия ФИПРЕССИ Каннского международного кинофестиваля (Канны, Франция) за фильм «Закат американской империи»[51].
- 1986 — приз зрительских симпатий Международного кинофестиваля в Торонто («Закат американской империи»)[51].
- 1986 ― премия Сообщества кинокритиков Нью-Йорка (США) в номинации «Лучший фильм на иностранном языке» («Закат американской империи»)[51].
- 1987 — четыре премии «Джини» (Канада): за лучший фильм («Закат американской империи»), за лучшую режиссуру («Закат американской империи»), за лучший оригинальный сценарий («Закат американской империи») и «Золотая катушка» («Закат американской империи»)[51].
- 1989 — премия Альбера Тессье (Квебек, Канада) за вклад в кинопроизводство Квебека[92].
- 1989 ― приз жюри Каннского международного кинофестиваля (Канны, Франция) за фильм «Иисус из Монреаля»[54].
- 1989 — Приз экуменического жюри Каннского международного кинофестиваля (Канны, Франция) за фильм «Иисус из Монреаля»[54].
- 1989 — премия международных критиков Международного кинофестиваля в Торонто («Иисус из Монреаля»)[54].
- 1990 ― четыре премии «Джини» (Канада): за лучший фильм («Иисус из Монреаля»), за лучшую режиссуру («Иисус из Монреаля»), за лучший оригинальный сценарий («Иисус из Монреаля») и «Золотая катушка» («Иисус из Монреаля»)[54].
- 1990 — премия «Golden Space Needle» Международного кинофестиваля в Сиэтле («Иисус из Монреаля»)[54].
- 1990 — приз Национального совета по кинокритике США (National Board of Review) в номинации «Лучший фильм на иностранном языке» («Иисус из Монреаля»)[54].
- 1991 ― премия Молсона (Канада) за достижения в области искусства[93].
- 1995 ― премия генерал-губернатора (Канада) в области исполнительского искусства[94].
- 1997 — премия Gémeaux (Канада) в номинации «Лучший режиссёр драматических программ» («Радостные муки»)[18].
- 2001 ― приз Гильдии сценаристов Канады за сценарий фильма «Звёздный статус» (совместно с Я. Поташником)[18].
- 2003 ― премия Анри Жансона (Франция) за преданность делу одного из величайших сценаристов и диалогистов французского кино Анри Жансона[95].
- 2003 ― приз за лучший сценарий Каннского международного кинофестиваля (Канны, Франция) за сценарий фильма «Нашествие варваров»[63].
- 2003 — приз Screen International Award Европейской киноакадемии за фильм «Нашествие варваров»[63].
- 2003 — приз Международного кинофестиваля в Торонто (Канада) в номинации «Лучший канадский художественный фильм» («Нашествие варваров»)[63].
- 2003 — два приза Национального совета по кинокритике США (National Board of Review) в номинациях «Лучший зарубежный фильм» и «Лучший фильм на иностранном языке» («Нашествие варваров»)[63].
- 2003 — премия Сообщества кинокритиков Торонто (Канада) за лучший сценарий («Нашествие варваров»)[63].
- 2003 ― премия Сообщества кинокритиков Канзаса (США) за лучший иностранный фильм («Нашествие варваров»)[63].
- 2003 ― премия Общества кинокритиков Сан-Диего (США) за лучший фильм на иностранном языке («Нашествие варваров»)[63].
- 2003 — премия Сообщества кинокритиков Нью-Йорка (США) в номинации «Лучший фильм года» («Нашествие варваров»)[63].
- 2003 — приз зрительских симпатий Международного кинофестиваля в Вальядолиде (Испания) за фильм «Нашествие варваров»[63].
- 2003 ― два приза Международного кинофестиваля «Cinefest» в Садбери (Канада): «лучший канадский фильм» («Нашествие варваров») и Приз зрительских симпатий («Нашествие варваров»)[63].
- 2003 — премия Ассоциации польских кинематографистов (Польша) за лучший иностранный фильм («Нашествие варваров»).
- 2004 — три премии «Сезар» (Франция): за лучший фильм («Нашествие варваров»), лучшую режиссуру («Нашествие варваров») и лучший оригинальный или адаптированный сценарий («Нашествие варваров»)[63].
- 2004 — премия «Оскар» (США) в номинации «Лучший фильм на иностранном языке» («Нашествие варваров»)[63].
- 2004 — премия «Давид ди Донателло» (Италия) за лучший иностранный фильм («Нашествие варваров»)[63].
- 2004 — премия Итальянской федерации авторского кино (Federazione Italiana Cinema d’Essai) за лучший иностранный фильм («Нашествие варваров»)[63].
- 2004 ― Международная премия онлайн-кинематографа за лучший фильм не на английском языке («Нашествие варваров»)[18].
- 2004 — три премии «Джини» (Канада): за лучший фильм («Нашествие варваров»), за лучшую режиссуру («Нашествие варваров»), за лучший сценарий («Нашествие варваров»)[63].
- 2004 — четыре премии Клода Жютра (Монреаль, Канада): за лучший фильм («Нашествие варваров»), лучшую режиссуру («Нашествие варваров») и лучший сценарий («Нашествие варваров»), за самый успешный фильм за пределами Квебека («Нашествие варваров»)[96].
- 2004 — приз Международного кинофестиваля в Бангкоке (Таиланд) в номинации «Лучший фильм» («Нашествие варваров»)[63].
- 2004 — два приза Сообщества кинокритиков Ванкувера (Канада) в номинациях «Лучший канадский фильм» и «Лучший режиссёр канадского фильма» («Нашествие варваров»)[63].
- 2004 — два приза Cinema Brazil Grand Prize (Бразилия): за лучший иностранный фильм (премия критиков) и приз зрительских симпатий («Нашествие варваров»)[63].
- 2004 ― приз Ассоциации кинокритиков Уругвая за лучший фильм («Нашествие варваров»)[63].
- 2004 ― две премии Гильдии режиссёров Канады за выдающиеся достижения в режиссуре в номинациях «Team Award» (совместно с Ф. Сегуном, Э. Гримар, К. Алдер и К. Флюэтом) и «Craft Award» («Нашествие варваров»)[18][63].
- 2004 ― премия Австралийского сообщества кинокритиков в номинации «Лучший фильм на иностранном языке» («Нашествие варваров»)[63].
- 2004 ― премия «Люмьер» (Франция) в номинации «Лучший фильм на французском языке» («Нашествие варваров»)[63].
- 2004 ― премия Ассоциации кинокритиков США (Broadcast Film Critics Association Award) за лучший фильм на иностранном язык («Нашествие варваров»)[63].
- 2005 ― премия «Чешский лев» (Чехия) в номинации «Лучший зарубежный фильм» («Нашествие варваров»)[18].
- 2018 — премия ФИПРЕССИ Международного кинофестиваля в Вальядолиде (Испания) за фильм «Падение американской империи»[18].
- 2019 ― Prix Iris (Квебек, Канада) за самый успешный фильм за пределами Квебека («Падение американской империи»)[18].
- 2023 — премия Гильдии режиссёров Канады за вклад в киноискусство[97].

Антипремии:
- 2015 — приз кинопремии «Аврора» (Канада) в номинации «Лучший худший фильм» («Царство красоты»)[98].
- 2024 ― три приза кинопремии «Аврора» (Канада): в номинации «Лучший худший фильм» («Завещание»), в номинации «Лучшая худшая сцена» («Завещание») и премия WTF («Завещание»).

## Государственные и ведомственные награды

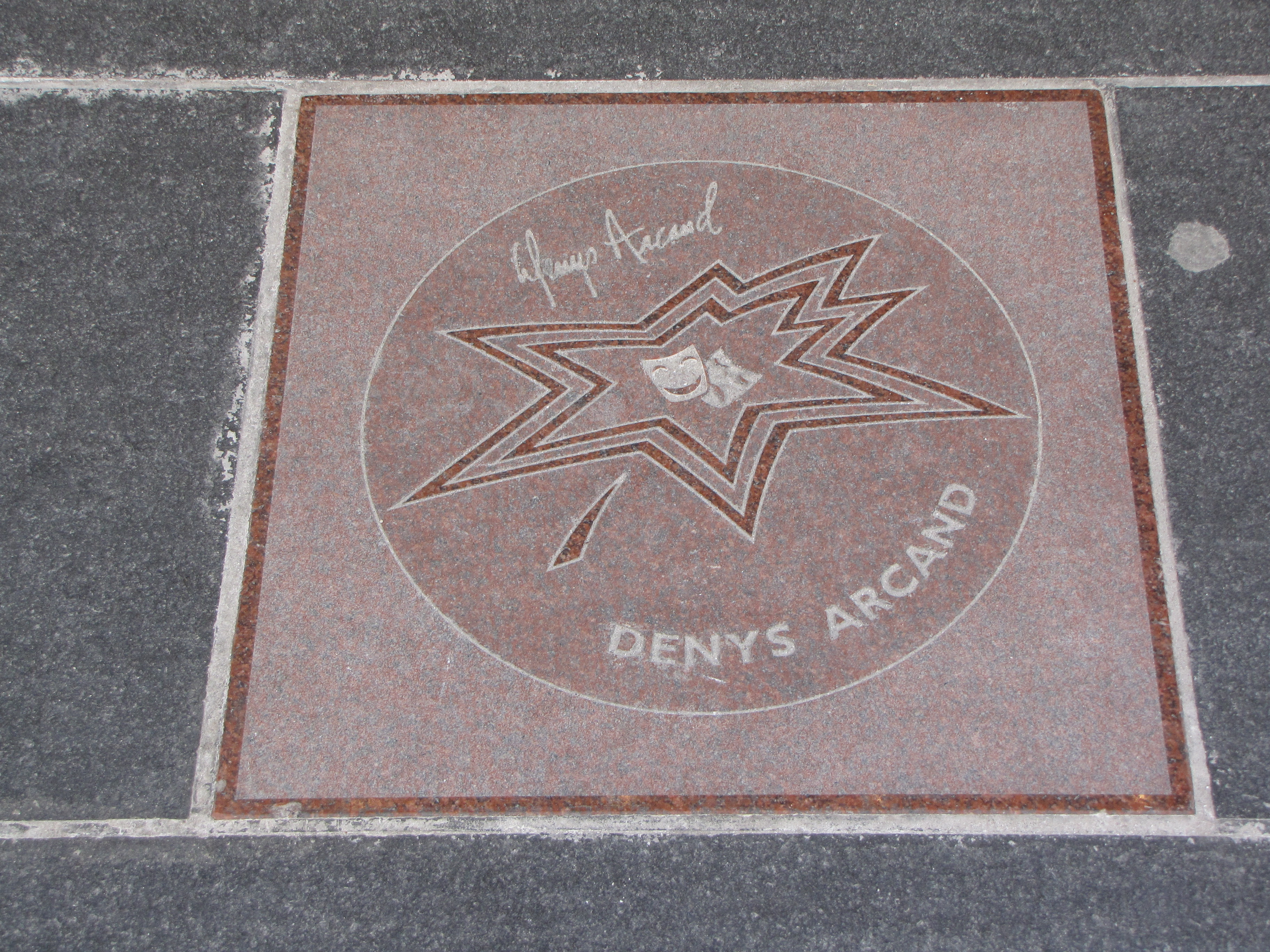
Именная звезда Дени Аркана на Аллее славы Канады

- Офицер ордена Канады (29.12.1986)[99].
- Компаньон ордена Канады (29.10.2004)[99].
- Рыцарь Национального ордена Квебека (1990)[100].
- Великий офицер Национального ордена Квебека (2015)[100].
- Командор ордена Монреаля (2016)[97].
- Компаньон ордена литературы и искусства Квебека (2015)[101].
- Орден «За заслуги» Монреальского университета (25.05.2004)[102].

## Признание заслуг
- Внесён в список великих монреальцев (1990)[103].
- Именная звезда установлена на Аллее славы Канады (2004)[104].
- В 2023 году Почтой Канады выпущена почтовая марка в честь Дени Аркана[105].